# Aneflomorpha minuta
Aneflomorpha minuta är en skalbaggsart som beskrevs av Chemsak 1962. Aneflomorpha minuta ingår i släktet Aneflomorpha och familjen långhorningar. Inga underarter finns listade i Catalogue of Life.